# Torre das Américas

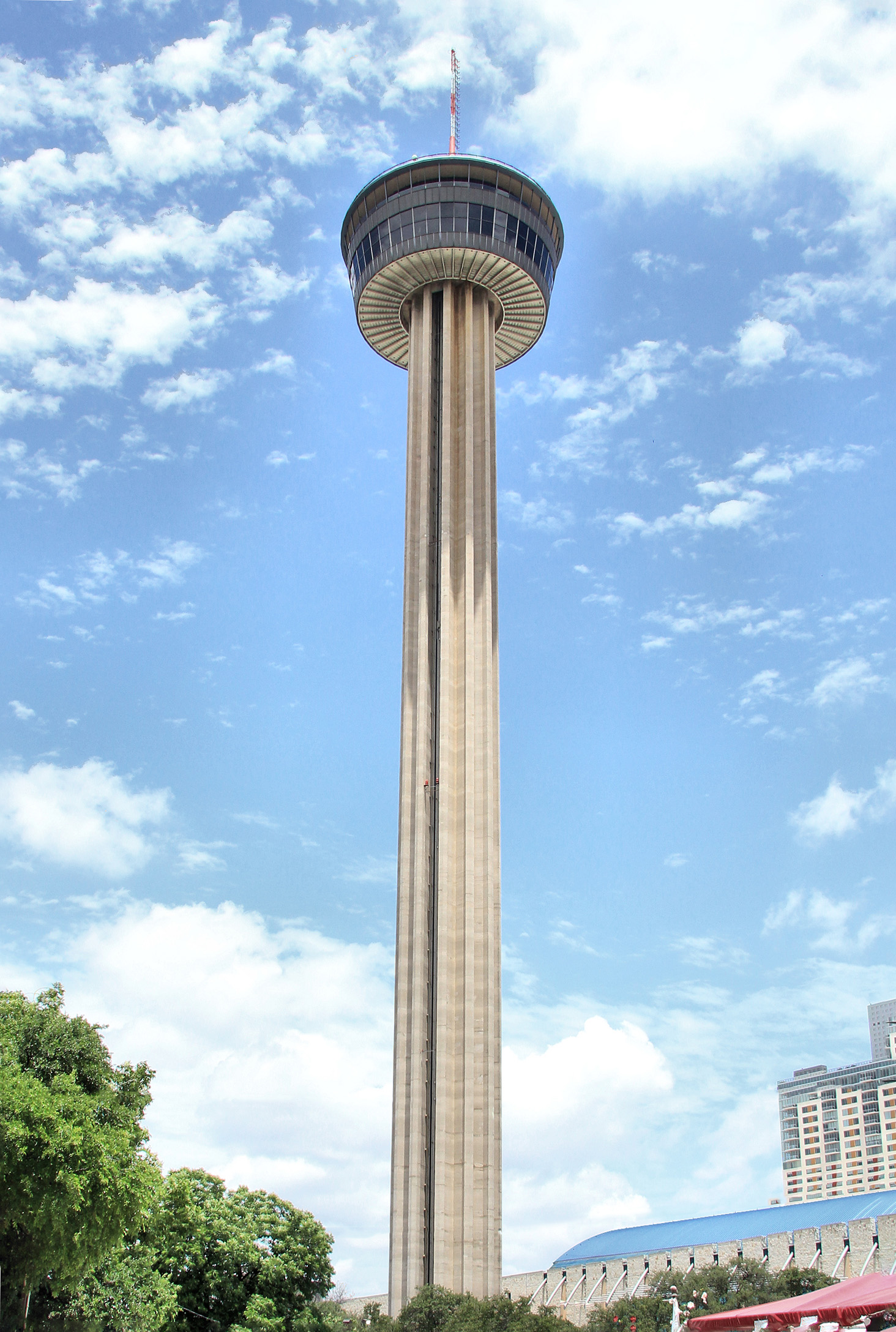

A Torre das Américas (em inglês:  Tower of the Americas) é uma torre de observação de 229 metros (750 pés) com um restaurante em San Antonio, Texas. A Torre das Américas, projetada pelo arquiteto O'Neil Ford  de San Antonio, foi construída como a estrutura do tema 1968 da feira de mundo, torre de 68. A "Tower of the Americas" era a torre de observação mais alta nos Estados Unidos de 1968 até 1996, quando a torre Stratosphere Las Vegas foi terminada. A torre fica situada no meio do parque de HemisFair e tem uma plataforma de observação que é acessível por elevador. Há também uma sala de estar e um restaurante na parte superior da torre que permite vistas panorâmicos da cidade.